# ウィアー・ア・ウィナー
「ウィアー・ア・ウィナー」（We're a Winner）は、インプレッションズが1967年に発表した楽曲。

## 概要
作詞作曲はカーティス・メイフィールド。グループはシカゴのRCAビクター・スタジオおよびユニヴァーサル・スタジオにおいて、聴衆と共にレコーディングを行った（歓声がオーバーダビングによるものか否かは不明）。1967年12月11日、シングルA面曲として発売された。B面は「It's All Over」。プロデュース、編曲、指揮はジョニー・ペイトが務めた。翌1968年にアルバム『We're a Winner』に収録された。
メイフィールドは「君らの出自がどこかなんて俺は気にしない」と歌い、「前進あるのみ／君らのリーダーたちもそう言っているだろ」と聴く者を煽る。1968年2月24日付のビルボード・Hot 100で14位を記録し、同年3月9日付のR&Bチャートで1位を記録した。本作品が大ヒットしたことにより、ソウル・ミュージックの分野にも社会的メッセージを含んだ楽曲が数多く現れるようになった。アレサ・フランクリンは同年5月に「シンク」を発表し、ジェームズ・ブラウンは同年8月に「Say It Loud – I'm Black and I'm Proud」を発表し、スライ&ザ・ファミリー・ストーンは11月に「エヴリデイ・ピープル」を発表した。
メイフィールドが1971年5月に発表したソロ・ライブ・アルバム『Curtis/Live!』にも収録されている。

## 演奏者
- カーティス・メイフィールド - リード・ボーカル
- サム・グッデン - バッキング・ボーカル
- フレッド・キャッシュ - バッキング・ボーカル
- フィル・アップチャーチ - ギター
- レニー・ブラウン - ベース
- ビリー・グリフィン - ドラムズ
- 管楽器奏者- 不詳